# Catastrophe ferroviaire d'Arzamas
La catastrophe ferroviaire d'Arzamas, dite aussi explosion d'Arzamas, est un accident ferroviaire survenu le 4 juin 1988 à Arzamas, dans l'oblast de Gorki, en Union soviétique, lorsqu'une explosion à un passage à niveau a tué 91 personnes et en a blessé 1 500. La catastrophe ferroviaire d'Arzamas s'est produite exactement un an avant la catastrophe ferroviaire d'Oufa, l'un des accidents ferroviaires les plus meurtriers de l'histoire soviétique et russe.

## Explosion
Un train de fret comprenant trois wagons de marchandises transportant 118 tonnes d'explosifs de Dzerjinsk (oblast de Nijni Novgorod) à la RSS kazakhe a explosé à un passage à niveau près de la gare d'Arzamas-1 lorsque l'hexogène inclus dans la charge a explosé pour des raisons inconnues, faisant également exploser les autres explosifs stockés dans les wagons. L'explosion a également causé d'importants dégâts à Arzamas, créant un cratère de 26 mètres de profondeur, détruisant ou endommageant 151 bâtiments dont deux hôpitaux, 49 jardins d'enfants, 14 écoles et 69 magasins, et laissant environ 823 familles sans abri. L'explosion a détruit 250 mètres de voie ferrée, une sous-station électrique, quelques lignes électriques, et endommagé le gazoduc et la gare.[réf. nécessaire]

## Enquête
La cause officiellement acceptée de l'explosion est considérée être une violation des règles de chargement et de transport des explosifs. Des théories alternatives de certains, dont le gouverneur de l'oblast de Nijni Novgorod Gennady Khodyrev, estiment que l'explosion était un acte terroriste planifié ou une opération de services spéciaux étrangers dans le but de forcer l'instabilité en Union soviétique.